# أسفل بشم (حالمين)

تعديل مصدري - تعديل

اسفل بشم هي إحدى قرى عزلة حبيل الريدة بمديرية حالمين التابعة لمحافظة لحج، بلغ تعداد سكانها 132 نسمة حسب تعداد اليمن لعام 2004.